# Veliká Ves (ort i Tjeckien, Mellersta Böhmen)
Veliká Ves är en ort i Tjeckien.   Den ligger i regionen Mellersta Böhmen, i den centrala delen av landet, 17 km norr om huvudstaden Prag. Veliká Ves ligger 193 meter över havet och antalet invånare är 260.
Terrängen runt Veliká Ves är platt. Runt Veliká Ves är det mycket tätbefolkat, med 1 754 invånare per kvadratkilometer. Närmaste större samhälle är Prag, 17,4 km söder om Veliká Ves. Trakten runt Veliká Ves består till största delen av jordbruksmark.